# كارلينهوس بالا
كارلينهوس بالا (بالبرتغالية: Carlinhos Bala‏) هو لاعب كرة قدم برازيلي في مركز الهجوم، ولد في 17 سبتمبر 1979 في ريسيفي في البرازيل. لعب مع أتلتيكو غويانيينسي وسبورت ريسيفي ونادي بيرا مار ونادي سي آر بي ونادي فورتاليزا ونادي كروزيرو ونادي ناوتيكو.

## وصلات خارجية
- كارلينهوس بالا على موقع قاعدة بيانات كرة القدم.إي يو (الإنجليزية)
- كارلينهوس بالا على موقع عالم كرة القدم.نت (الإنجليزية)